# Fusarium culmorum
Fusarium culmorum (Wm.G. Sm.) Sacc. – gatunek grzybów z rodziny gruzełkowatych (Nectriaceae).

## Systematyka i nazewnictwo
Pozycja w klasyfikacji według Index Fungorum: Fusarium. Nectriaceae, Hypocreales, Hypocreomycetidae, Sordariomycetes, Pezizomycotina, Ascomycota, Fungi.
Po raz pierwszy zdiagnozował go w 1884 r. William Gardner Smith nadając mu nazwę Fusisporium culmorum. Obecną, uznaną przez Index Fungorum nazwę nadał mu w 1892 r. Pier Andrea Saccardo.
Synonimy nazwy naukowej:

- Fusarium culmorum (Wm.G. Sm.) McAlpine 1896
- Fusarium culmorum (Wm.G. Sm.) Sacc. 1892 f. culmorum
- Fusarium culmorum (Wm.G. Sm.) Sacc. 1892 var. culmorum
- Fusarium culmorum var. leteius Sherb. 1915
- Fusarium culmorum var. majus Wollenw. 1924
- Fusisporium culmorum Wm.G. Sm. 1884

## Morfologia
Grzybnia hodowana na sztucznych pożywkach rozwija się szybko. Początkowo jest żółta, ale z czasem ulega pigmentacji na czerwonawo. Po 7–10 dniach strzępki na powierzchni zmieniają barwę na czerwonawą. Barwę taką mają również zarodniki. Starsze kolonie stają się czerwonawo-brązowe.
Fusarium culmorum nie tworzy teleomorfy, znana jest tylko jego anamorfa. Wytwarza krótkie, grube, z mocno wygiętą częścią grzbietową makrokonidia, które często są przedzielone 3-ma bądź 4-ma przegrodami. Mają rozmiar 26–36 × 4–6 μm i powstają w sporodochiach lub pionnotach, a czasami także na konidioforach wyrastających na obrzeżach grzybni. Nie wytwarza mikrokonidiów, czasami natomiast pojedynczo, w łańcuszkach lub w skupiskach powstają chlamydospory. Mają owalno-kulisty kształt i gładkie lub szorstkie ściany.
Z filogenetycznego punktu widzenia jest zbliżony do F. graminearum, który występuje w cieplejszym klimacie Europy Zachodniej.

## Występowanie i siedlisko
Gatunek kosmopolityczny, poza Antarktydą występuje na wszystkich kontynentach, a także na wyspach. Jest pospolity na obszarach o klimacie umiarkowanym, dominuje w rejonach chłodniejszych.
Występuje głównie w glebie, ale także w kompoście i oborniku. W glebie znajdowano go na głębokości do 0,5 m. Na słomie w glebie może przetrwać do 2 lat. Pasożyt i saprotrof porażający bardzo wiele gatunków roślin. Pasożytuje na gatunkach z rodziny wiechlinowatych, ale także na całej gamie gatunków należących do rodzin: pryszczyrnicowate, brzozowate, dzwonkowate, różowate, skalnicowate, komosowate, astrowate, powojowate, dyniowate, bobowate, liliowate, ślazowate, bananowate, arekowate, kapustowate, psiankowate, goździkowate, powojowate, fiołkowate, winoroślowate, a także na iglastych i niektórych grzybach.

## Znaczenie
- Jest najczęściej izolowanym patogenem roślinnym. Wytwarza liczne mykotoksyny[5].
- Wywołuje u roślin choroby objęte wspólną nazwą fuzarioz. Wśród roślin uprawianych w Polsce są to: fuzaryjna zgorzel bobu, fuzarioza kłosów zbóż, fuzarioza kolb kukurydzy, sucha zgnilizna bulw ziemniaka, fuzarioza soi, fuzarioza lnu, fuzarioza chmielu, fuzaryjna zgorzel fasoli, fuzaryjna zgorzel grochu, fuzaryjna zgorzel bobu, fuzarioza kłosów zbóż, fuzarioza kolb kukurydzy i fuzariozy niektórych roślin ozdobnych[6]. Zarodniki Fusarium culmorum izolowane są ze wszystkich części roślin rolniczych wielu głównych upraw tj. pszenicy, jęczmienia, żyta, owsa, kukurydzy, a nawet pomidorów[3].
- Znaczenie gospodarcze tych chorób dotyczy nie tylko obniżenia plonu ziarna i jego parametrów, lecz także obniżenia jego jakości spowodowanej obecnością mikotoksyn[7]. Do mikotoksyn produkowanych przez F. culmorum zaliczamy: zearalenon, deoksyniwalenol DON (z grupy trichotecenów) i niwalenol (z grupy trichotecenów)[8].